# كاثرين كولين
كاثرين كولين (بالإنجليزية: Katharine Cullen)‏، من مواليد 9 يونيو 1975 في بالمن وسيدني في أستراليا، هي ممثلة أسترالية. تدربت في المعهد الوطني للفنون المسرحية (NIDA).
كولين هي من اصل أيرلندي وهي ابنة آن كولين فيتزباتريك، وهي ممثلة سابقة، ووالدها هو الممثل ماكس كولين.

## الافلام
- 1985 : Mad Max : Au-delà du dôme du tonnerre : Feral Child
- 1992 - 1993 : Alana ou le futur imparfait (TV) : Alana
- 1999 : Toxic Girls : Madeline

## روابط خارجية
- كاثرين كولين على موقع IMDb (الإنجليزية)
- كاثرين كولين على موقع قاعدة بيانات الفيلم (الإنجليزية)